# 1976 год в авиации
Список событий в авиации в 1976 году.

## События
- 21 апреля — Ил-76 официально принят на вооружение ВВС СССР.
- 9 июля — первый полёт военно-транспортного многоцелевого самолёта Ан-32.[1]
- 10 сентября — столкновение Trident 3B и DC-9 над Загребом
- 22 декабря — первый полёт пассажирского самолёта Ил-86.[2]

### Без точной даты
- Завершено строительство первой очереди аэропорта Бреста, Белоруссия.
- Основана Авиация ВМС Греции.[3]

## Персоны

### Скончались
- 9 июня — Нагурский, Ян Иосифович, польско-русский морской лётчик, гидроавиатор, первый в мире полярный лётчик. Первым совершил полёты на самолёте севернее полярного круга. Первым в мире выполнил петлю Нестерова на гидросамолёте.
- 3 декабря — Новиков, Александр Александрович, советский военачальник, Главный маршал авиации (21 февраля 1944). Дважды Герой Советского Союза (1945, 1945).
- 23 декабря — Шавров, Вадим Борисович, советский авиаконструктор, кандидат технических наук (1945), историк авиации. Наиболее известен созданием нескольких типов летающих лодок и двухтомной монографией «История конструкций самолётов в СССР».